# Rajisa Bohatyriowa
Rajisa Wasyliwna Bohatyriowa, ukr. Раїса Василівна Богатирьова (ur. 6 stycznia 1953 w miejscowości Bakał w obwodzie czelabińskim) – ukraińska polityk i lekarka, w latach 1999–2000 i 2012–2014 minister zdrowia, w 2012 wicepremier, w latach 2007–2012 sekretarz Rady Bezpieczeństwa Narodowego i Obrony Ukrainy, posłanka do Rady Najwyższej I, III, IV, V i VI kadencji.

## Życiorys
Na początku lat 70. pracowała jako szwaczka, później studiowała medycynę w instytutach medycznych w Ługańsku i Charkowie, kończąc ten ostatni 1977. Praktykowała w zawodzie lekarza, specjalizując się w zakresie ginekologii. Od 1985 do 1990 była zastępcą głównego lekarza w Kramatorsku. W 1997 została absolwentką prawa na Uniwersytecie Kijowskim. Rok wcześniej uzyskała stopień kandydata nauk medycznych na Charkowskim Państwowym Uniwersytecie Medycznym, a w 2000 na tej samej uczelni obroniła doktorat.
W latach 1990–1994 po raz pierwszy sprawowała mandat posłanki do Rady Najwyższej. W kwietniu 1994 objęła stanowisko wiceministra zdrowia, a w czerwcu 1998 pierwszego wiceministra zdrowia. Od 27 stycznia 1999 do 12 stycznia 2000 była ministrem zdrowia w rządach Wałerija Pustowojtenki i Wiktora Juszczenki, następnie pełniła przez kilka miesięcy obowiązku doradcy naukowego prezydenta Łeonida Kuczmy. W tym samym roku wygrała wybory uzupełniające do parlamentu III kadencji w jednym z okręgów obwodu donieckiego. Dołączyła do Partii Regionów, w 2002 z ramienia koalicyjnego ugrupowania Za Jedyną Ukrainę uzyskała poselską reelekcję. W IV kadencji przewodniczyła frakcji deputowanych Regiony Ukrainy. W 2006 i w 2007 ponownie wybierana do Rady Najwyższej z listy krajowej Partii Regionów – w drugim przypadku zajmowała na niej drugie miejsce za Wiktorem Janukowyczem.
Kilkakrotnie umieszczana przez magazyn „Fokus” w rankingach najbardziej wpływowych kobiet Ukrainy, najwyżej na 2. miejscu.
W grudniu 2007 prezydent Wiktor Juszczenko mianował ją na stanowisko sekretarza Rady Bezpieczeństwa Narodowego i Obrony Ukrainy. Przyjęcie tego stanowiska skutkowało usunięciem jej z Partii Regionów, pozostała jednak na tym urzędzie także po objęciu funkcji prezydenta przez lidera PR Wiktora Janukowycza. W lutym 2012 została wicepremierem i ministrem zdrowia w pierwszym rządzie Mykoły Azarowa. W grudniu 2012 pozostała ministrem zdrowia w drugim gabinecie tego samego premiera. Zakończyła urzędowanie w lutym 2014.
W marcu 2014 została objęta sankcjami Unii Europejskiej zastosowanymi wobec niektórych przedstawicieli odwołanych władz ukraińskich obejmującymi zamrożenie rachunków bankowych. W październiku tego samego roku prokurator generalny ogłosił jej poszukiwania w związku z zarzutami defraudacji.

## Odznaczenia
- Order Księcia Jarosława Mądrego V klasy (2009)
- Order Księżnej Olgi III klasy (2002)[2]
- Wielki Oficer Orderu Zasługi (Portugalia, 1998)[6]